# Juliet Bravo
Juliet Bravo is een Britse politieserie van 88 afleveringen uitgezonden op BBC I van 1980 tot 1985, waarin een vrouw als leidinggevende de hoofdrol speelt. In dezelfde periode liep ook de Britse politieserie The Gentle Touch van ITV, waarin eveneens een vrouw de hoofdrol vertolkte.

## Verhaal
Jean Darblay is gestationeerd als politie-inspecteur in het denkbeeldige stadje Hartley in Lancashire, tot verdriet van haar mannelijke collega’s. Maar al spoedig oogst zij waardering bij de andere politiemensen uit haar bureau. Jeans oproepsignaal was Juliet Bravo.
De leidende rol van inspecteur Jean Darblay werd gespeeld door Stephanie Turner tussen 1980 en 1982 en haar vervangster was Inspecteur Kate Longton (gespeeld door Anna Carteret) tussen 1983 en 1985.

## Alle acteurs in de serie
- Stephanie Turner (inspecteur Jean Darblay), serie 1
- Anna Carteret (inspecteur Kate Longton), serie 4-6
- David Ellison (sergeant Joseph Beck)
- Noel Collins (sergeant George Parrish)
- CJ Allen (politieagent Brian Kellehar)
- Mark Botham (politieagent Danny Sparks)
- Mark Drewry (politieagent Roland Bentley), serie 1
- Edward Peel (rechercheur Mark Perrin), serie 5 & 6
- Tony Caunter (rechercheur Jim Logan), serie 1-3
- John Ringham (hoofdinspecteur Lake), serie 1
- James Grout (hoofdinspecteur Albert Hallam), serie 2
- David Hargreaves (Tom Darblay), serie 1-3
- Tom Georgeson (John Holden en Mark Peake)
- Bob Davidson (Tim Forbes)